# 있잖아요 비밀이에요
"있잖아요 비밀이에요"는 1990년에 개봉한 대한민국의 영화이다.

## 줄거리
남녀공학인 고등학교에 교생 실습을 나온 박준형(최수종 분)은 학교내에서 어쩔 수 없는 아이로 소문난 양혜나(하희라 분)로부터 노골적인 애정의 표시를 받고는 당황한다. 박준형의 선배이자 담임 선생인 오선생(이경영 분)도 혜나의 제멋대로인 학교 생활을 눈감아 주다시피 하는 특별한 존재이다. 혜나는 준형에게 사춘기 소녀적인 감성으로 접근하다가도 느닷없이 반항적인 몸짓으로 돌변, 그의 관심을 끌려고 해 준형을 곤경에 빠뜨린다.
준형의 아파트에 꽃바구니를 걸어놓는가 하면, 그의 약혼녀를 찾아가 준형의 아이를 가졌다는 당돌한 거짓말로, 그야말로 준형의 생활 속에 묘한 존재로 자리를 잡아간다. 새벽에 우유 배달을 하며 권투 선수를 꿈꾸는 순철(김민종 분)은 번번히 폭력 사고를 일으켜 담임 오선생에게 걱정을 끼친다. 그는 겉으로는 천방지축이니만 외로워 보이는 혜나와 사귀고 싶어한다. 한편 같은 반 아이들은 오선생이 유독 혜나의 천방지축인 행동에 관대함을 베푸는 것에 불만을 가지게 되고, 준형도 오선생의 균형을 잃은 처사에 비판을 한다. 그러나 오선생은 때론 아이들을 교육하는 방법이 이론적이거나 획일적일 수는 없다며, 혜나의 비정상적인 학교생활을 옹호한다.
그러던 중 오선생의 반에서 일등을 하며 모범적인 학교 생활을 하는 진희(신양희 분)가 불행 신체적인 결함으로 학교를 못 나오게 되고, 혜나는 준형의 칭찬과 관심을 받았던 진희가 잘됐다는 생각을 갖는다. 준형은 혜나가 불치병으로 시한부 인생을 사는 것을 알고는 연민의 정을 느낀다. 혜나는 이미 자신의 죽음을 알고 있으면서도 그런 자신이 미워 빗나간 행동을 하고 있는 것이다. 결국 혜나는 마지막 삶의 기로에서 진희에게 심장 이식을 마치고 세상을 떠난다.

## 캐스팅
- 최수종 : 준형 역
- 하희라 : 양혜나 역
- 이경영 : 오 선생 역
- 김민종 : 순철 역
- 김영애 : 혜나 모 역
- 최수훈 : 창남 역
- 신양희 : 연지후 역
- 정유석 : 준서 역
- 손민우 : 상현 역
- 나갑성 : 경찰 2 역
- 이석구 : 단속반 역
- 김지영 : 진희 모 역
- 박예숙 : 순철 모 역
- 홍윤정 : 준서 모 역
- 안진수 : 김 박사 역
- 박찬환 : 감독 역 (우정출연)

## 관객수
- 서울 56,229명

※ 출처- KOBIS 영화관 입장권 통합 전산망